# Reglas de derivación
Este es un resumen de reglas de diferenciación, esto es, reglas para calcular la derivado de una función en cálculo.

## Reglas elementales de diferenciación
A menos que se diga lo contrario, todas las  funciones son funciones de números reales ({\displaystyle \mathbb {R} }) que regresan valores reales, es decir, {\displaystyle f:\mathbb {R} \to \mathbb {R} }.

### La diferenciación es lineal
Para cualesquiera funciones {\displaystyle f} y {\displaystyle g}, y cualesquiera  números reales {\displaystyle a} y {\displaystyle b}, la derivada de la función {\displaystyle h(x)=af(x)+bg(x)} con respecto a {\displaystyle x} es
{\displaystyle h'(x)=af'(x)+bg'(x).}
en la notación de Leibniz esto se escribe como:
{\displaystyle {\frac {d(af+bg)}{dx}}=a{\frac {df}{dx}}+b{\frac {dg}{dx}}.}
Casos especiales incluyen:
- La regla del producto por una constante

{\displaystyle (af)'=af'}
- La regla de suma

{\displaystyle (f+g)'=f'+g'}
- La regla de la resta

{\displaystyle (f-g)'=f'-g'.}

### La regla de producto
Para las funciones {\displaystyle f} y {\displaystyle g}, la derivada de la función {\displaystyle h(x)=f(x)g(x)} con respecto a {\displaystyle x} es
{\displaystyle h'(x)=(fg)'(x)=f'(x)g(x)+f(x)g'(x).}
En la notación de Leibniz esto se escribe como
{\displaystyle {\frac {d(fg)}{dx}}={\frac {df}{dx}}g+f{\frac {dg}{dx}}.}

### La regla de cadena
La derivada de la función {\displaystyle h(x)=f(g(x))} es
{\displaystyle h'(x)=f'(g(x))\cdot g'(x).}
En la notación de Leibniz esto se escribe como:
{\displaystyle {\frac {d}{dx}}h(x)={\frac {d}{dz}}f(z)|_{z=g(x)}\cdot {\frac {d}{dx}}g(x),}
a menudo abreviado a
{\displaystyle {\frac {dh(x)}{dx}}={\frac {df(g(x))}{dg(x)}}\cdot {\frac {dg(x)}{dx}}.}

### La regla de la función inversa
Si la función {\displaystyle f} tiene como función inversa {\displaystyle g}, esto es, {\displaystyle g(f(x))=x} y {\displaystyle f(g(y))=y} entonces
{\displaystyle g'={\frac {1}{f'\circ g}}.}
En Leibniz notación esto se escribe como
{\displaystyle {\frac {dx}{dy}}={\frac {1}{\frac {dy}{dx}}}.}

## Leyes de potencias, polinomios, cocientes y reciproco

### La regla de la potencia
Si {\displaystyle f(x)=x^{r}}, para cualquier número real {\displaystyle r\neq 0,} entonces 
{\displaystyle f'(x)=rx^{r-1}.}
cuando {\displaystyle r=1,} esto se convierte en el caso especial que si {\displaystyle f(x)=x} entonces {\displaystyle f'(x)=1.}
Combinar la regla de la potencia con la suma y la regla del producto por una constante permite el cálculo de la derivada de cualquier polinomio.

### La regla recíproca
La derivada de {\displaystyle h(x)={\frac {1}{f(x)}}} para cualquier función {\displaystyle f} es:
{\displaystyle h'(x)=-{\frac {f'(x)}{(f(x))^{2}}}}
siempre que {\displaystyle f(x)\neq 0} para toda {\displaystyle x\in \mathbb {R} }.
En la notación de Leibniz esto se escribe como
{\displaystyle {\frac {d(1/f)}{dx}}=-{\frac {1}{f^{2}}}{\frac {df}{dx}}.}
La regla recíproca puede ser obtenida a partir de la regla de cociente o de la combinación de regla de una potencia y la regla de cadena.

### La regla de cociente
Si {\displaystyle f} y {\displaystyle g} son funciones entonces:
{\displaystyle \left({\frac {f}{g}}\right)'={\frac {f'g-g'f}{g^{2}}}\quad }
siempre que {\displaystyle g\neq 0}.
Esta puede ser obtenida a partir de la regla de producto y la regla recíproca.

### Regla de la potencia generalizada
La regla elemental de la potencia generalizada cambia considerablemente. La regla de la potencia más general es la regla de la potencia a una función: para cualesquiera funciones {\displaystyle f} y {\displaystyle g}
{\displaystyle (f^{g})'=\left(e^{g\ln f}\right)'=f^{g}\left(f'{g \over f}+g'\ln f\right),\quad }
como casos especiales se tiene
- Si {\textstyle f(x)=x^{a}\!} entonces {\textstyle f'(x)=ax^{a-1}} cuando {\displaystyle a\neq 0} es un número real cualquiera y {\displaystyle x} es positivo.
- La regla recíproca puede ser obtenida como el caso especial cuando {\textstyle g(x)=-1\!}.

## Derivada de funciones exponenciales y logarítmicas
{\displaystyle {\frac {d}{dx}}\left(c^{ax}\right)={ac^{ax}\ln c},\qquad c>0}
la ecuación de arriba es válida para todo {\displaystyle c}, pero la derivada para {\textstyle c<0} obtiene un número complejo.
{\displaystyle {\frac {d}{dx}}\left(e^{ax}\right)=ae^{ax}}
{\displaystyle {\frac {d}{dx}}\left(\log _{c}x\right)={1 \over x\ln c},\qquad c>0,c\neq 1}
la ecuación de arriba también es válida para todo {\displaystyle c} pero se obtiene un número complejo si {\textstyle c<0\!}.
{\displaystyle {\frac {d}{dx}}\left(\ln x\right)={1 \over x},\qquad x>0.}
{\displaystyle {\frac {d}{dx}}\left(\ln |x|\right)={1 \over x},\qquad x\neq 0.}
{\displaystyle {\frac {d}{dx}}\left(x^{x}\right)=x^{x}(1+\ln x).}
{\displaystyle {\frac {d}{dx}}\left(f(x)^{g(x)}\right)=g(x)f(x)^{g(x)-1}{\frac {df}{dx}}+f(x)^{g(x)}\ln {(f(x))}{\frac {dg}{dx}},\qquad {\text{if }}f(x)>0,{\text{ y si }}{\frac {df}{dx}}{\text{ y }}{\frac {dg}{dx}}{\text{ existen.}}}
{\displaystyle {\frac {d}{dx}}\left(f_{1}(x)^{f_{2}(x)^{\left(...\right)^{f_{n}(x)}}}\right)=\left[\sum \limits _{k=1}^{n}{\frac {\partial }{\partial x_{k}}}\left(f_{1}(x_{1})^{f_{2}(x_{2})^{\left(...\right)^{f_{n}(x_{n})}}}\right)\right]{\biggr \vert }_{x_{1}=x_{2}=...=x_{n}=x},{\text{ si }}f_{i<n}(x)>0{\text{ y }}} {\displaystyle {\frac {df_{i}}{dx}}{\text{ existe. }}}

### Derivadas logarítmicas
La derivada logarítmica es otra manera de enunciar la regla para derivar el logaritmo de una función (utilizando la regla de cadena):
{\displaystyle (\ln f)'={\frac {f'}{f}}\quad }
cuando {\displaystyle f} es positiva.
La diferenciación logarítmica es una técnica que utiliza logaritmos y sus reglas de diferenciación para simplificar ciertas expresiones antes de aplicar la derivada. Los logaritmos pueden ser utilizados para remover exponentes, convertir productos en sumas y convertir una división a una resta.

## Derivadas de funciones trigonométricas
| {\displaystyle (\sin x)'=\cos x}                                            | {\displaystyle (\arcsin x)'={1 \over {\sqrt {1-x^{2}}}}}                      |
| {\displaystyle (\cos x)'=-\sin x}                                           | {\displaystyle (\arccos x)'=-{1 \over {\sqrt {1-x^{2}}}}}                     |
| {\displaystyle (\tan x)'=\sec ^{2}x={1 \over \cos ^{2}x}=1+\tan ^{2}x}      | {\displaystyle (\arctan x)'={1 \over 1+x^{2}}}                                |
| {\displaystyle (\cot x)'=-\csc ^{2}x=-{1 \over \sin ^{2}x}=-(1+\cot ^{2}x)} | {\displaystyle (\operatorname {arccot} x)'=-{1 \over 1+x^{2}}}                |
| {\displaystyle (\sec x)'=\tan x\sec x}                                      | {\displaystyle (\operatorname {arcsec} x)'={1 \over \|x\|{\sqrt {x^{2}-1}}}}  |
| {\displaystyle (\csc x)'=-\cot x\csc x}                                     | {\displaystyle (\operatorname {arccsc} x)'=-{1 \over \|x\|{\sqrt {x^{2}-1}}}} |

## Derivadas de funciones hiperbólicas
| {\displaystyle (\sinh x)'=\cosh x={\frac {e^{x}+e^{-x}}{2}}}                                      | {\displaystyle (\operatorname {arsinh} \,x)'={1 \over {\sqrt {x^{2}+1}}}}       |
| {\displaystyle (\cosh x)'=\sinh x={\frac {e^{x}-e^{-x}}{2}}}                                      | {\displaystyle (\operatorname {arcosh} \,x)'={\frac {1}{\sqrt {x^{2}-1}}}}      |
| {\displaystyle (\tanh x)'={\operatorname {sech} ^{2}\,x}}                                         | {\displaystyle (\operatorname {artanh} \,x)'={1 \over 1-x^{2}}}                 |
| {\displaystyle (\operatorname {coth} \,x)'=-\,\operatorname {csch} ^{2}\,x}                       | {\displaystyle (\operatorname {arcoth} \,x)'={1 \over 1-x^{2}}}                 |
| {\displaystyle (\operatorname {sech} \,x)'=-\tanh x\,\operatorname {sech} \,x}                    | {\displaystyle (\operatorname {arsech} \,x)'=-{1 \over x{\sqrt {1-x^{2}}}}}     |
| {\displaystyle (\operatorname {csch} \,x)'=-\,\operatorname {coth} \,x\,\operatorname {csch} \,x} | {\displaystyle (\operatorname {arcsch} \,x)'=-{1 \over \|x\|{\sqrt {1+x^{2}}}}} |

## Derivadas de funciones especiales
| Función gamma{\displaystyle \quad \Gamma (x)=\int _{0}^{\infty }t^{x-1}e^{-t}\,dt} {\displaystyle \Gamma '(x)=\int _{0}^{\infty }t^{x-1}e^{-t}\ln t\,dt} {\displaystyle \,=\Gamma (x)\left(\sum _{n=1}^{\infty }\left(\ln \left(1+{\dfrac {1}{n}}\right)-{\dfrac {1}{x+n}}\right)-{\dfrac {1}{x}}\right)} {\displaystyle \,=\Gamma (x)\psi (x)} con {\displaystyle \psi (x)} siendo la función digamma, expresada por la expresión en paréntesis a la derecha de {\displaystyle \Gamma (x)}. |

| Función de Zeta del Riemann{\displaystyle \quad \zeta (x)=\sum _{n=1}^{\infty }{\frac {1}{n^{x}}}} {\displaystyle \zeta '(x)=-\sum _{n=1}^{\infty }{\frac {\ln n}{n^{x}}}=-{\frac {\ln 2}{2^{x}}}-{\frac {\ln 3}{3^{x}}}-{\frac {\ln 4}{4^{x}}}-\cdots } {\displaystyle \,=-\sum _{p{\text{ prime}}}{\frac {p^{-x}\ln p}{(1-p^{-x})^{2}}}\prod _{q{\text{ prime}},q\neq p}{\frac {1}{1-q^{-x}}}} |

## Derivadas de integrales
Supone que se requiere derivar con respetar a {\displaystyle x} la función
{\displaystyle F(x)=\int _{a(x)}^{b(x)}f(x,t)\,dt,}
donde las funciones {\displaystyle f(x,t)} y {\displaystyle {\frac {\partial }{\partial x}}\,f(x,t)} son ambas continuas en {\displaystyle t} y en {\displaystyle x} en alguna del plano {\displaystyle (t,x)}, incluyendo {\displaystyle a(x)\leq t\leq b(x),} {\displaystyle x_{0}\leq x\leq x_{1}} y las funciones {\displaystyle a(x)} y {\displaystyle b(x)} son ambas continuas y ambas tienen derivadas continuos para {\displaystyle x_{0}\leq x\leq x_{1}} entonces para:{\displaystyle \,x_{0}\leq x\leq x_{1}}:
{\displaystyle F'(x)=f(x,b(x))\,b'(x)-f(x,a(x))\,a'(x)+\int _{a(x)}^{b(x)}{\frac {\partial }{\partial x}}\,f(x,t)\;dt\,.}
esta fórmula es la forma general de la regla de diferenciación de Leibniz y puede ser obtenida utilizando el teorema fundamental de cálculo.

## Derivadas den{\displaystyle n}-ésimo orden
Algunas reglas existen para calcular la {\displaystyle n}-ésima derivada de una función, donde {\displaystyle n} es un entero positivo. Estas incluyen:

### Fórmula de Faà di Bruno
Si {\displaystyle f} y {\displaystyle g} son {\displaystyle n} veces diferenciables entonces
{\displaystyle {\frac {d^{n}}{dx^{n}}}[f(g(x))]=n!\sum _{\{k_{m}\}}^{}f^{(r)}(g(x))\prod _{m=1}^{n}{\frac {1}{k_{m}!}}\left(g^{(m)}(x)\right)^{k_{m}}}
donde {\displaystyle r=\sum _{m=1}^{n-1}k_{m}} y el conjunto {\displaystyle \{k_{m}\}} consta de todos los enteros no negativos que son soluciones de la ecuación de Diophantine {\displaystyle \sum _{m=1}^{n}mk_{m}=n}.

### Regla general de Leibniz
Si {\displaystyle f} y {\displaystyle g} son {\displaystyle n} veces diferenciables entonces
{\displaystyle {\frac {d^{n}}{dx^{n}}}[f(x)g(x)]=\sum _{k=0}^{n}{\binom {n}{k}}{\frac {d^{n-k}}{dx^{n-k}}}f(x){\frac {d^{k}}{dx^{k}}}g(x)}